# 竜の舞踏 (ゲーム・オブ・スローンズ)
『竜の舞踏』はHBO(日本ではスター・チャンネルが放送)のファンタジー・ドラマ・シリーズである『ゲーム・オブ・スローンズ』の第5章『竜との舞踏』の第9話である。デイヴィッド・ベニオフと D・B・ワイスによって、原作『乱鴉の饗宴』、『竜との舞踏』に基づいて脚本が書かれ、デヴィッド・ナッターが監督した。原題はThe Dance of Dragonsである。なお、第五シーズン全体の邦題、および原作第五部の邦題は『竜との舞踏』(原作第五部の原題はA Dance with Dragons)である。
ジョン・スノウは〈黒の城〉に帰還する。メリサンドルは、スタニスに説いて娘のシリーンを生贄にさせる。ドーンでは、ジェイミーと共にミアセラとトリスタンがキングズランディングに同行することになる。ミーリーンでは反逆者の〈ハーピーの息子たち〉がデナーリスを襲い圧倒するが、ドロゴンがデナーリスを救い背に乗せて飛び去る。

## あらすじ

### ブレーヴォスにて
アリア(メイジー・ウィリアムズ)は牡蠣売りを装い、ジャクェン・フ=ガー(トム・ヴラシア)に言われたように賭博師を狙う。だがアリアは、〈鉄の銀行〉への負債の支払いを交渉するためにメイス・タイレル(ロジャー・アシュトン゠グリフィス)とマーリン・トラント(イアン・ビーティー)が港に着き、ティコ・ネストリス(マーク・ゲイティス)に迎えられるのを見かける。トラントに気付いたアリアは使命を無視してメイスとトラントを尾行する。トラントは売春宿に行き、幼い少女を選ぶ。〈黒と白の館〉に戻ったアリアは、賭博師は今日は空腹でなく牡蠣を買わなかったとジャクェンに嘘をつき、明日暗殺を試みると言う。ジャクェンはこれを許す。

### 〈壁〉にて
ジョン・スノウ(キット・ハリントン)、トアマンド(クリストファー・ヒヴュ)、〈冥夜の守人〉(ナイツウォッチ)の生き残り、そしてハードホームからの〈野人〉は〈壁〉に戻る。一行が門に近づくと、ジョンに敵対するアリザー・ソーン(オーウェン・ティール)が、門を開けと命令する。ジョンは使命が失敗したと思うが、サム(ジョン・ブラッドリー)はホワイト・ウォーカーに殺されたはずの何千もの〈野人〉を救うことができたと言う。ジョンはまた、大多数のナイツウォッチのブラザーが、〈野人〉が〈壁〉を通り抜けることを快く思っていないことを知り、アリザーはジョンの同情心のせいで皆が死ぬことになると警告する。

### 北部にて
スタニス・バラシオン(スティーヴン・ディレイン)のキャンプにラムジーと20人の兵が忍び込み、食料を燃やす。スタニスは軍が冬を越せないことを知る。ダヴォス・シーワース(リアム・カニンガム)は〈黒の城〉への退却を進言するが、スタニスは拒否し、退却するための食料もないと指摘する。スタニスは、食料と援軍を要請させるため、〈黒の城〉にダヴォスを戻らせる。王の血が運を変えるよう願い、メリサンドル(カリス・ファン・ハウテン)に、娘のシリーン(ケリー・イングラム)を杭に縛り付けて火あぶりとし〈紅き神〉に捧げることを許す。シリーンは両親の名を泣き叫び、当初スタニスの決断を支持したセリース(タラ・フィッツジェラルド)は変心して儀式を止めさせようとするが抑えられ、わが子が生きながら焼かれるのを見る。

### ドーンにて
ジェイミー(ニコライ・コスター＝ワルドー)はドーラン・マーテル( アレクサンダー・シディグ)の前に連れて来られて自分の行動を説明する。ジェイミーは、ドーンから脅迫状が送られたために、ミアセラ・バラシオン(ネル・タイガー・フリー)を救出に来たのだと言う。ドーランは、エラリア(インディラ・ヴァルマ)の仕業だとすぐに気付いて謝罪し、ラニスター家との戦争を避けるためジェイミーと交渉する。ジェイミーを自由にしミアセラをキングズランディングに戻す代償として、トリスタン・マーテル(トビー・セバスチャン)が同行してオベリン・マーテルの代わりに〈小評議会〉の席を得る。トリスタンは、自分を殴ったブロン(ジェローム・フリン)を、アリオ・ホター(デオビア・オパレイ)に殴られるという条件で自由にする。
面会の後、ドーランはエラリアと二人だけで会って最終通牒を与え、自分に忠誠を誓うか処刑されるかを選ばせる。エラリアは涙ぐみながら、〈砂蛇〉達の前で忠誠を誓い、ドーランはこれが最後のチャンスだと警告する。エラリアはジェイミーと会って謝罪し、オベリンが死んだのはジェイミーのせいでもミアセラのせいでもないと認める。

### ミーリーンにて
デナーリス(エミリア・クラーク)はティリオン(ピーター・ディンクレイジ)、ミッサンデイ(ナタリー・エマニュエル)、ダーリオ・ナハーリス(マイケル・ユイスマン)、ヒズダール・ゾ・ロラク(ジョエル・フライ)を伴って、闘技場でのシーズン開幕に出席する。二試合目が開始されるとき、闘士の一人がジョラー・モーモント(イアン・グレン)であるとわかる。他の闘士を破った後、ジョラーは突然槍を取り上げて貴賓席に向かって投げ、デナーリスに忍び寄っていた暗殺者を殺す。直後に、〈ハーピーの息子たち〉がスタジアムを襲い、護衛と観客たちを殺し、ヒズダールを何度も刺す。デナーリス一行は脱出しようとするが、〈ハーピーの息子たち〉は出口をふさぎ、生存者たちはリングの中心に追い詰められ包囲される。デナーリスがミッサンデイの手を握って目を閉じ、死の運命を受け入れたかと見えた時、ドラゴンの咆哮が聞こえる。ドロゴンが突然現れて炎を吐き多くの〈ハーピーの息子たち〉を殺す。残りの〈ハーピーの息子たち〉が槍をドロゴンに投げつける中、デナーリスはドロゴンの背に乗り、飛び立つよう命じる。ドロゴンがデナーリスを乗せて空に飛び立つ中、〈ハーピーの息子たち〉は逃げまどい、デナーリスの味方たちは茫然として女王が飛び去るのを見守る。

## 評判

### 視聴者数
『竜の舞踏』の初回放送は714万人に視聴された。一週間以内の録画視聴を加えると、992万人に視聴され、18-49歳では5.2%の視聴率となった。

### 賞
エミリア・クラークは、第67回プライムタイム・エミー賞助演女優賞ドラマシリーズ部門にノミネートされ、本エピソードを提出した。また編集賞シングルカメラ・ドラマシリーズ部門を受賞した。

## 参照
1. ↑  Bibel, Sara (2015年6月9日). “Sunday Cable Ratings: 'Game of Thrones' Wins Night, 'Silicon Valley', 'Naked & Afraid', 'Married to Medicine', 'Veep' & More”. TV by the Numbers. 2015年6月9日閲覧。
2. ↑  Bibel, Sara (2015年6月22日). “'Game of Thrones' Leads Adults 18-49 & Viewership Gains, 'Halt & Fire' & 'Salem' Top Percentage Increases in Live +7 Cable Ratings for Week Ending June 7”. TV by the Numbers. 2015年6月22日閲覧。